# أندريه باول
أندريه باول (بالفرنسية: André Paul)‏ هو عالم عقيدة ومؤرخ فرنسي، ولد في 7 أبريل 1933 في Loures-Barousse ‏ في فرنسا.